# Gymnosporia gracilis
Gymnosporia gracilis är en benvedsväxtart som beskrevs av Pierre. Gymnosporia gracilis ingår i släktet Gymnosporia och familjen Celastraceae.

## Underarter
Arten delas in i följande underarter:
- G. g. gracilis
- G. g. usambarensis